# Vladimir Gorochov (basketballer)
Vladimir Vasiljevitsj Gorochov (Russisch: Владимир Васильевич Горохов) (Moskou, 1910 - 1969) was een basketbalspeler en basketbalcoach die uitkwam voor de Sovjet-Unie. Hij kreeg de onderscheiding geëerde coach van de Sovjet-Unie en werd meester in de sport van de Sovjet-Unie.

## Carrière
Gorochov speelde zijn hele carrière van 1934 t/m 1940 voor Dinamo Moskou. Met die club werd hij één keer landskampioen van de Sovjet-Unie in 1937. Na zijn spelerscarrière werd hij in 1951 coach van MAI Moskou. Hij werd met deze club drie keer landskampioen van de Sovjet-Unie in 1954 en 1955. Ook werd hij bekerwinnaar van de Sovjet-Unie in 1952. Ook was Gorochov hoofdcoach van de Sovjet-Unie. Hij won zilver op het Wereldkampioenschap in 1957. Ook won hij twee keer goud als assistent coach op het Europees Kampioenschap in 1954 en 1956.

## Erelijst
- Landskampioen Sovjet-Unie: 1
  - Winnaar: 1937